# Mindaugas Umaras
Mindaugas Umaras (nascido em 1 de julho de 1968) é um ex-ciclista lituano que competiu no ciclismo nos Jogos Olímpicos de Verão de 1988, representando a União Soviética. Lá, ele ganhou a medalha de ouro na perseguição por equipes de 4 km em pista.
Também competiu em Atlanta 1996, representando a Lituânica.